# ريتشارد ماثيوز (منتج تلفزيوني)
ريتشارد ماثيوز (بالإنجليزية: Richard Matthews)‏ هو منتج تلفزيوني جنوب أفريقي، ولد في 21 نوفمبر 1952، وتوفي في 3 مارس 2013.

## وصلات خارجية
- ريتشارد ماثيوز على موقع IMDb (الإنجليزية)